# França no Festival Eurovisão da Canção
A França é um dos membros fundadores do Festival Eurovisão da Canção. A decorrer desde 1956, participaram 66 vezes e só estiveram ausentes em 1974 e em 1982. Em 1974, a França tinha escolhido a sua canção para a Eurovisão "La vie a vingt cinq ans" interpretada por Dani, mas desistiu porque Georges Pompidou, o presidente francês, morreu na semana do festival.
Em novembro de 1981, como consequência das eleições em França, os novos líderes da televisão pública francesa queriam introduzir a cultura em todos os nível e, por ser considerada algo "não cultural" pela emissora TF1, a França acabou a retirar-se do concurso. No entanto, a decisão da retirada foi anunciada em cima da hora e devido a falta de tempo útil, nenhuma outra emissora do sistema público de televisão pôde assumir a participação, nem transmitir o evento. Quando a decisão foi anunciada, esta caiu como uma bomba no país, levando a diversas ondas de manifestações públicas no país. Jacques Lang, então Ministro da Cultura, chegou a descrever o concurso como um monumento à idiotice, com o chefe de entretenimento Pierre Bouteiller a acompanhá-lo, dizendo: "A falta de talento e a mediocridade das músicas são incomodas." No ano seguinte, outro canal público tornou-se pela responsável pela participação, a Antenne 2.
A França é um dos países do grupo coloquialmente denominado "Big 5" (cinco grandes) juntamente com a Itália, a Espanha, o Reino Unido e a Alemanha, por serem os cinco maiores contribuintes financeiros da União Europeia de Radiodifusão.

## Galeria

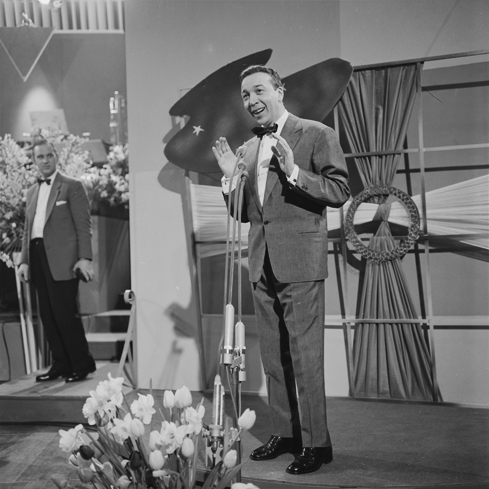
André Claveau em Hilversum (1958)
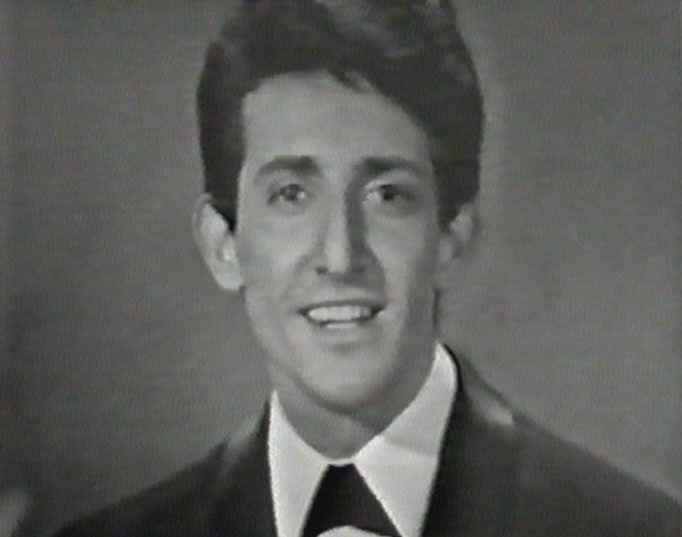
Guy Mardel em Nápoles (1965)
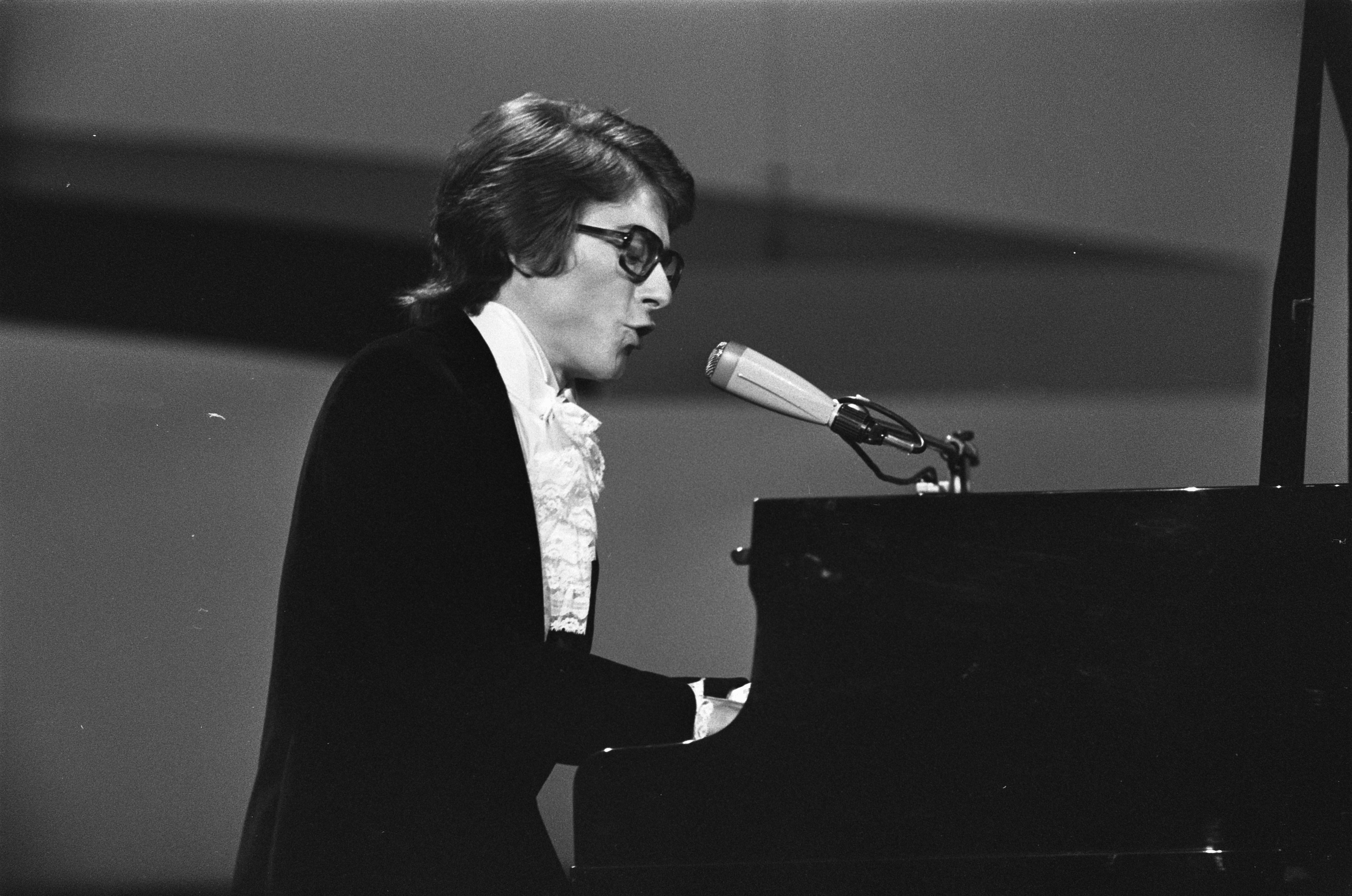
Guy Bonnet em Amesterdão (1970)
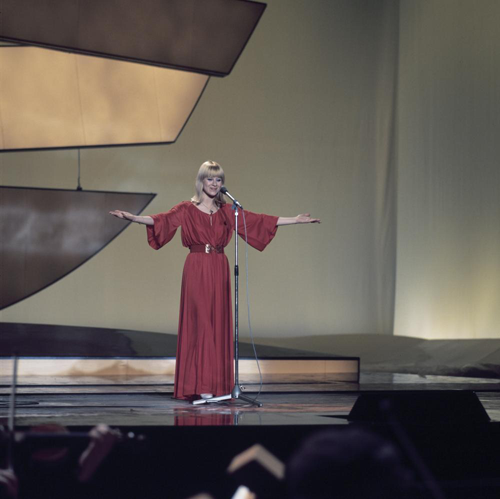
Catherine Ferry em Haia (1976)
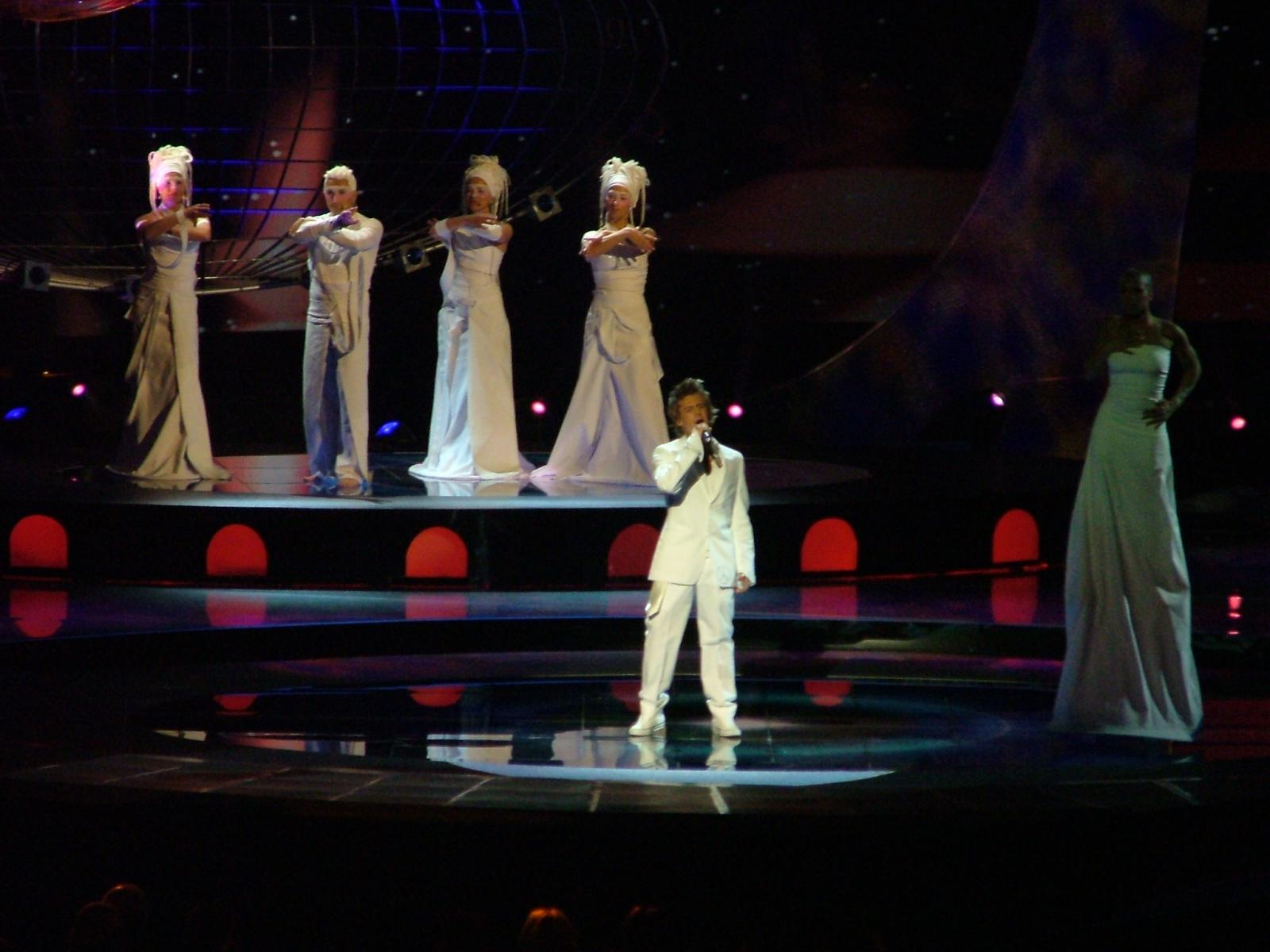
Jonatan Cerrada em Istambul (2004)
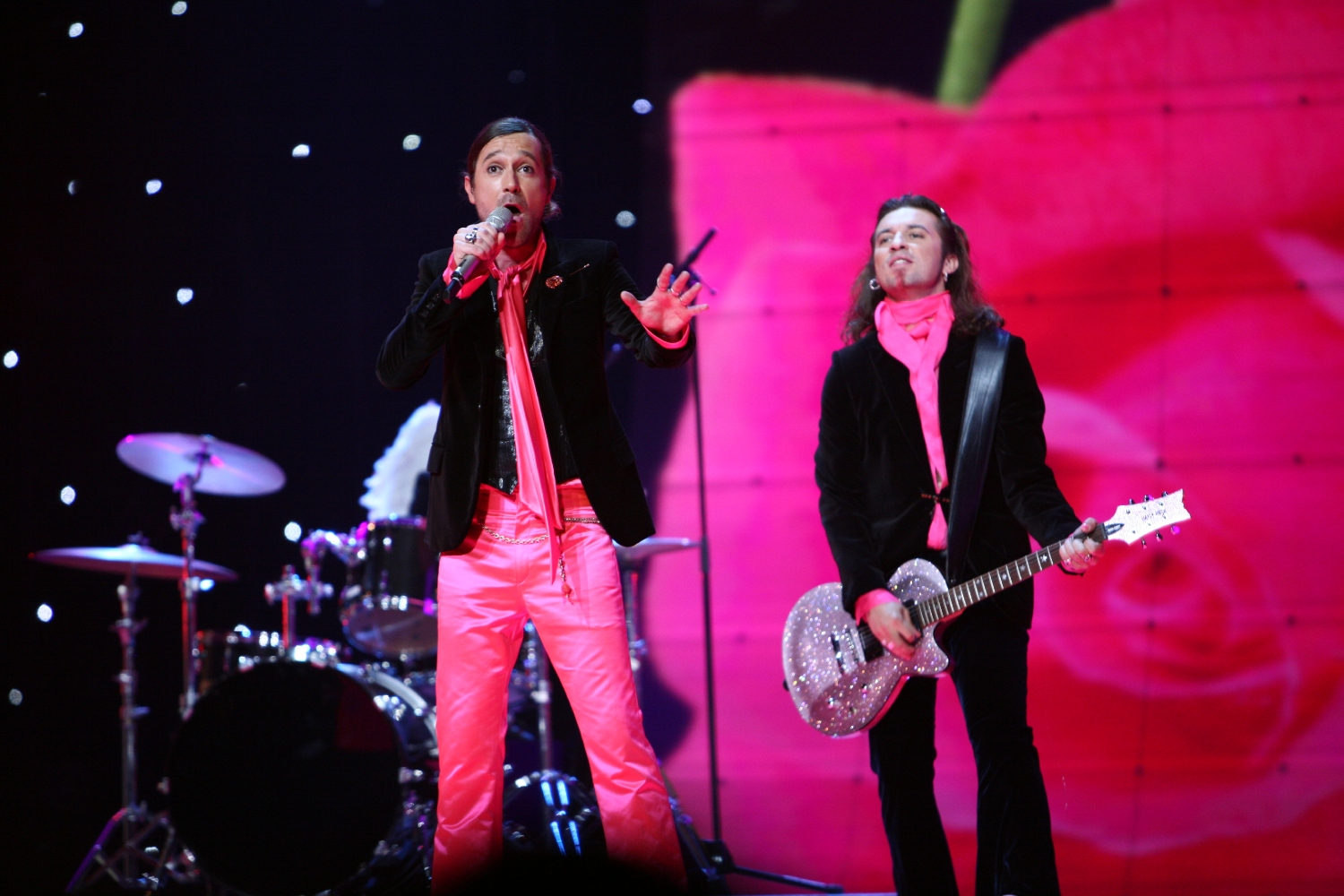
Les Fatals Picards em Helsínquia (2007)
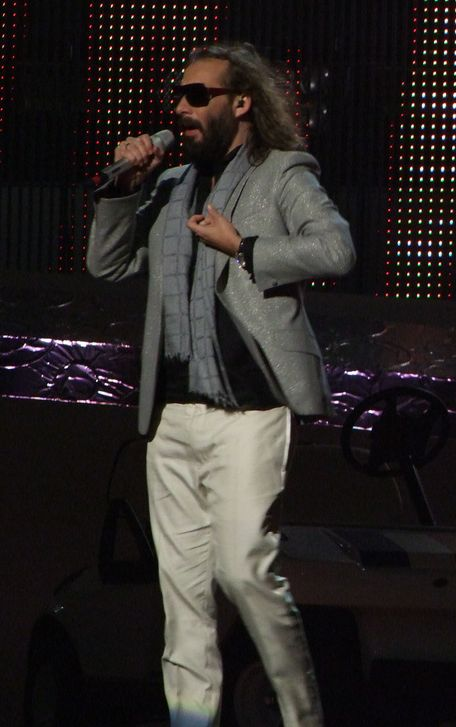
Sébastien Tellier em Belgrado (2008)
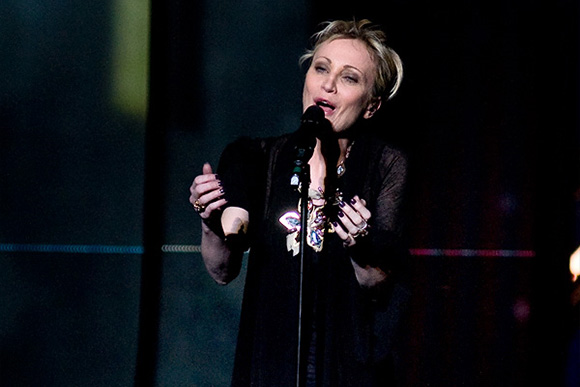
Patricia Kaas em Moscovo (2009)
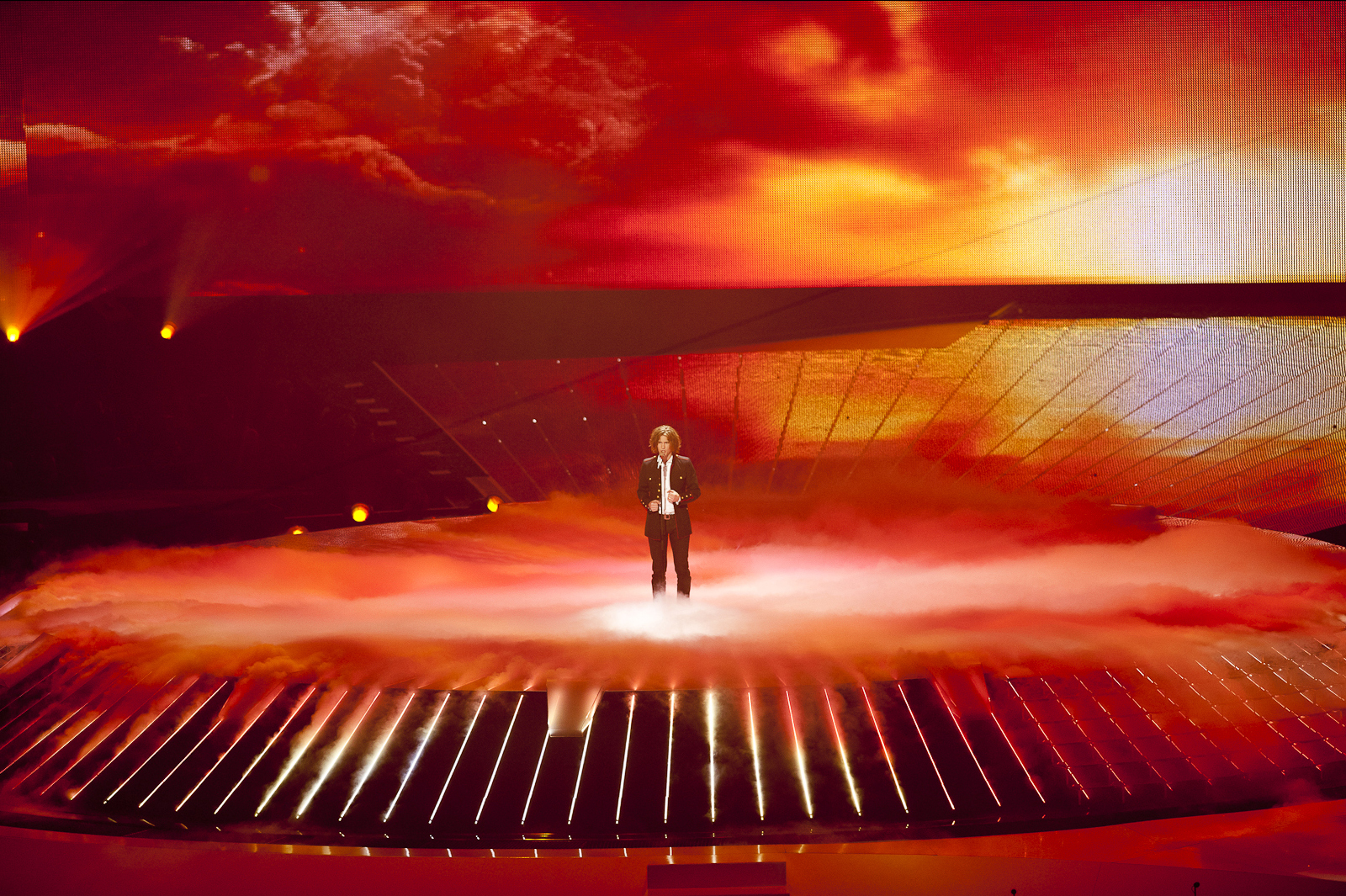
Amaury Vassili em Düsseldorf (2011)
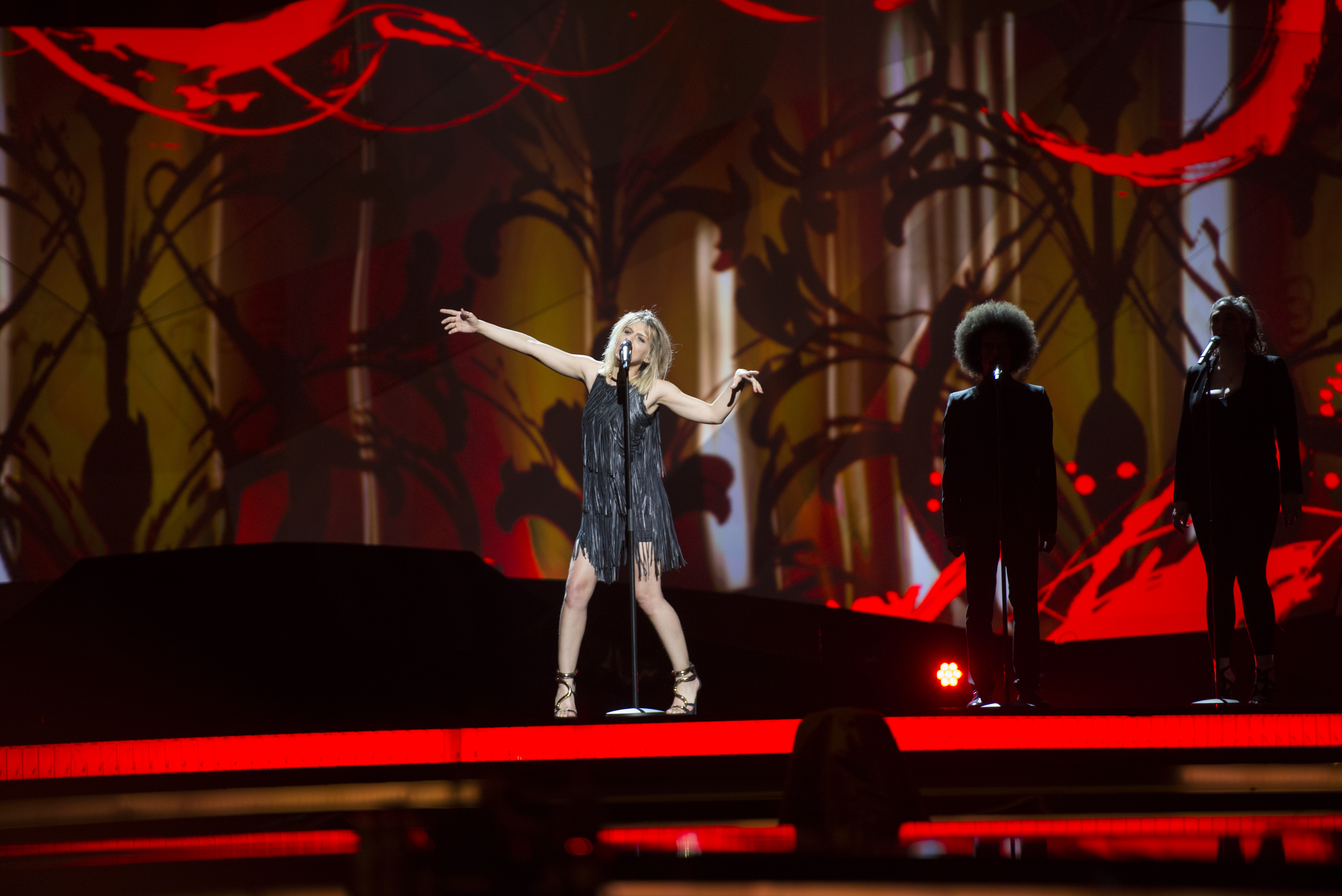
Amandine Bourgeois em Malmö (2013)
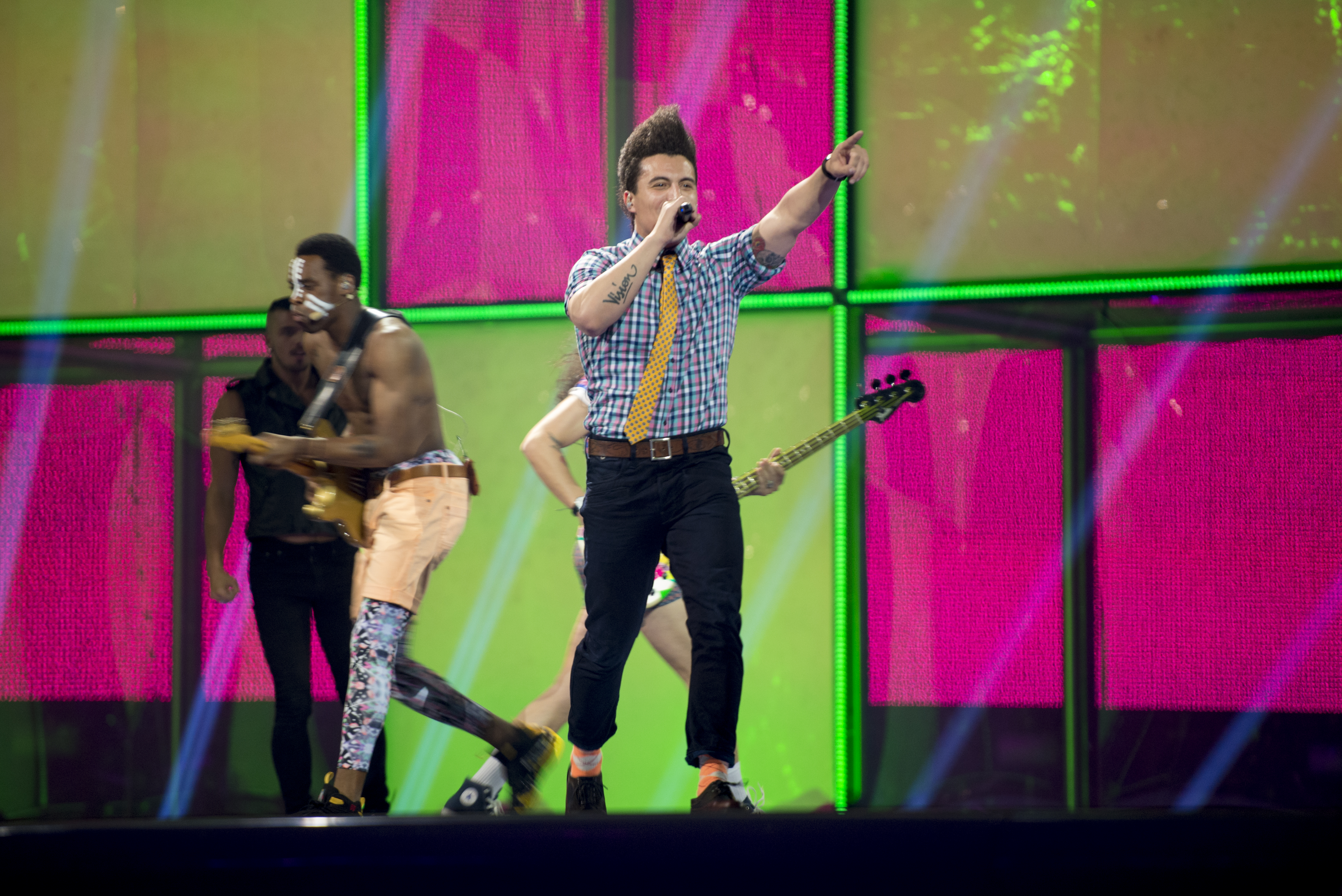
Twin Twin em Copenhaga (2014)
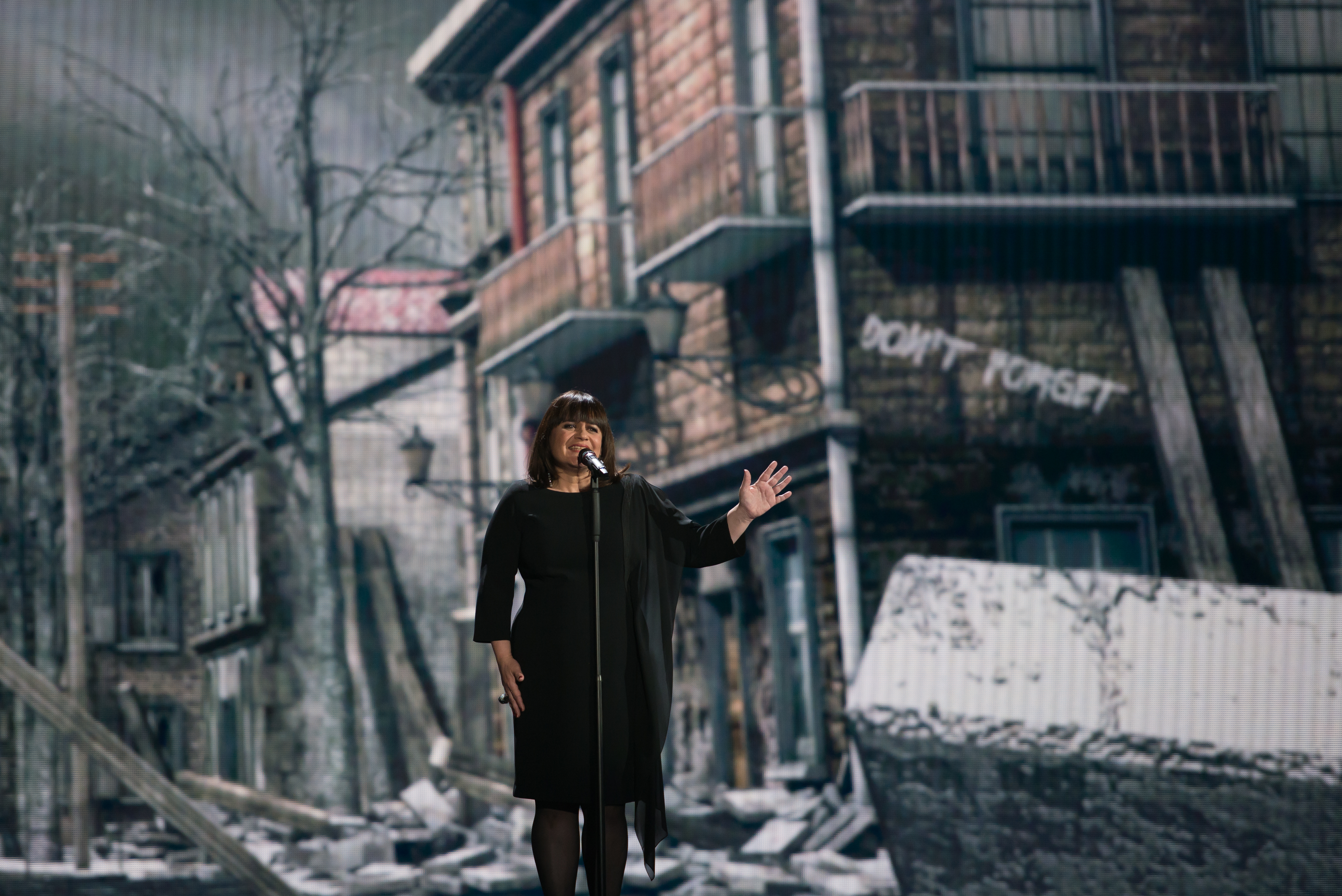
Lisa Angell em Viena (2015)
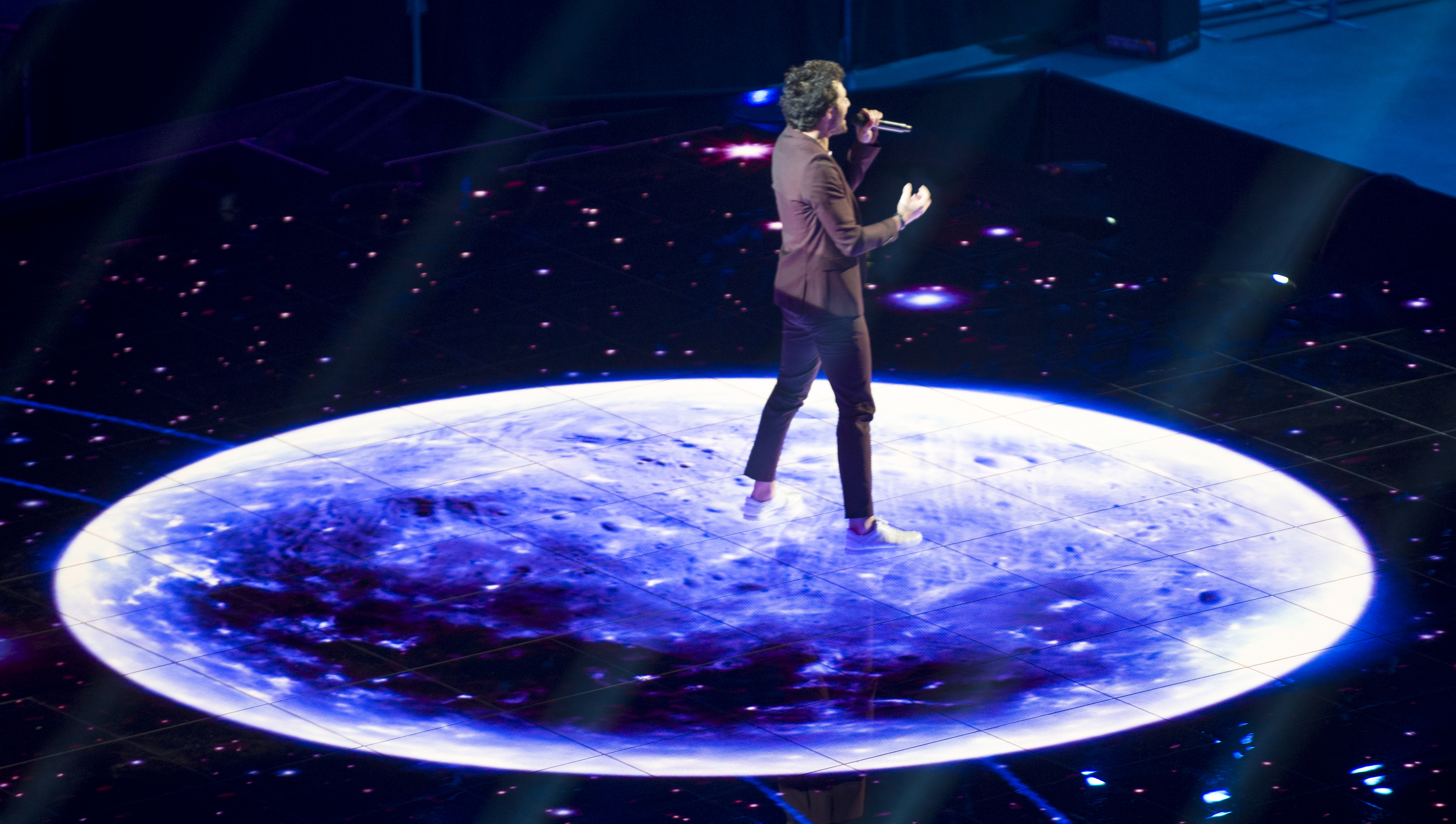
Amir em Estocolmo (2016)
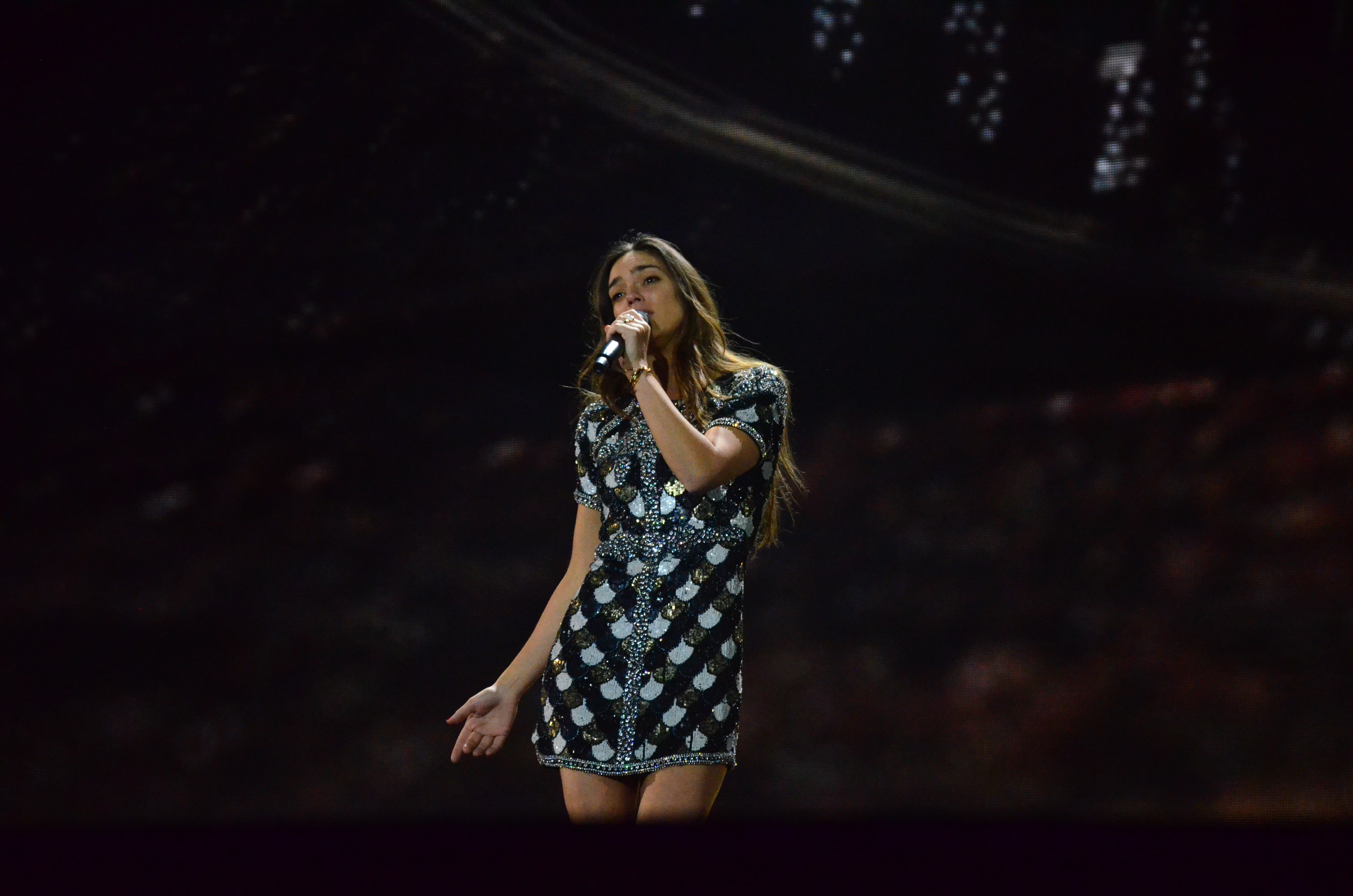
Alma em Kiev (2017)
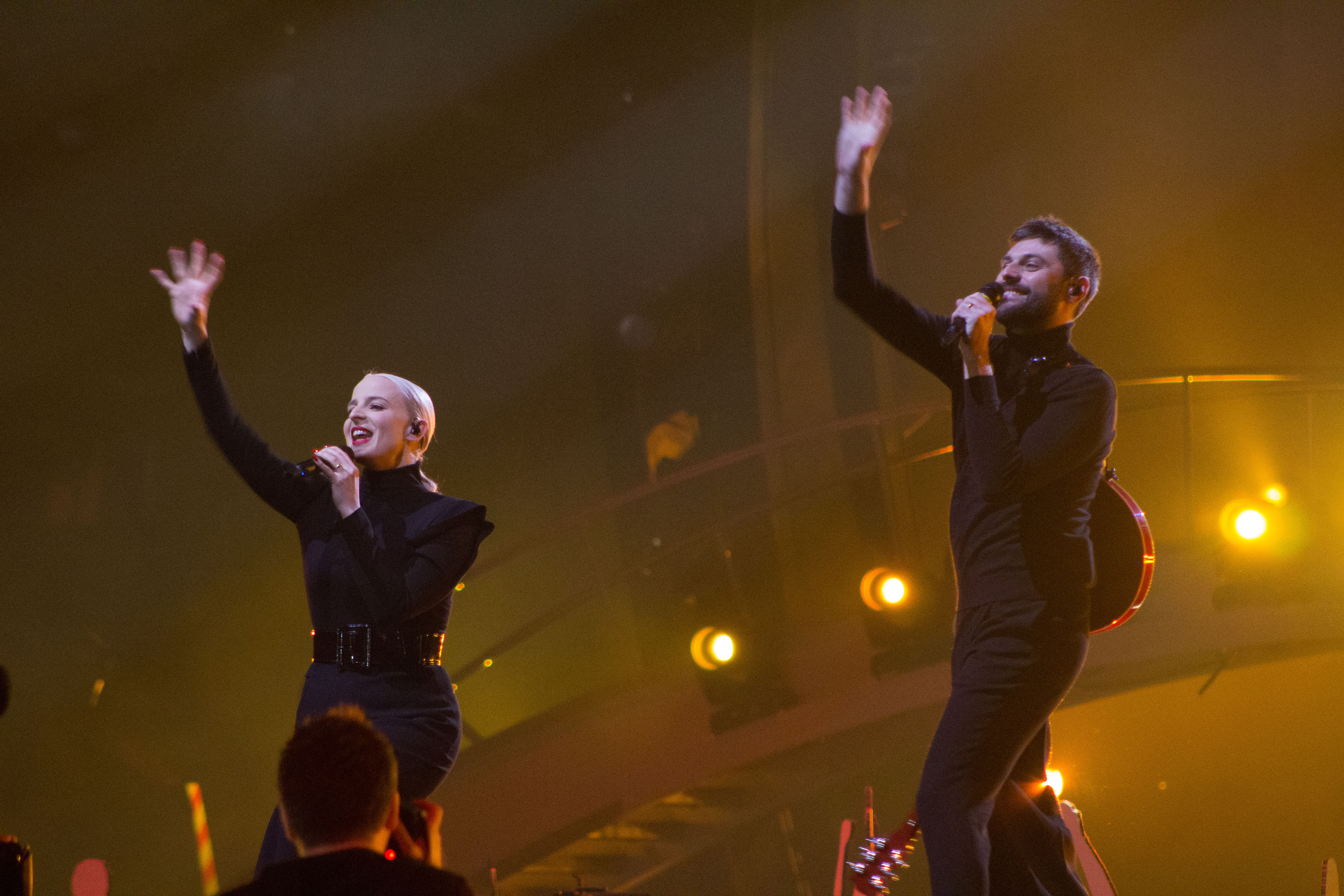
Madame Monsieur em Lisboa (2018)
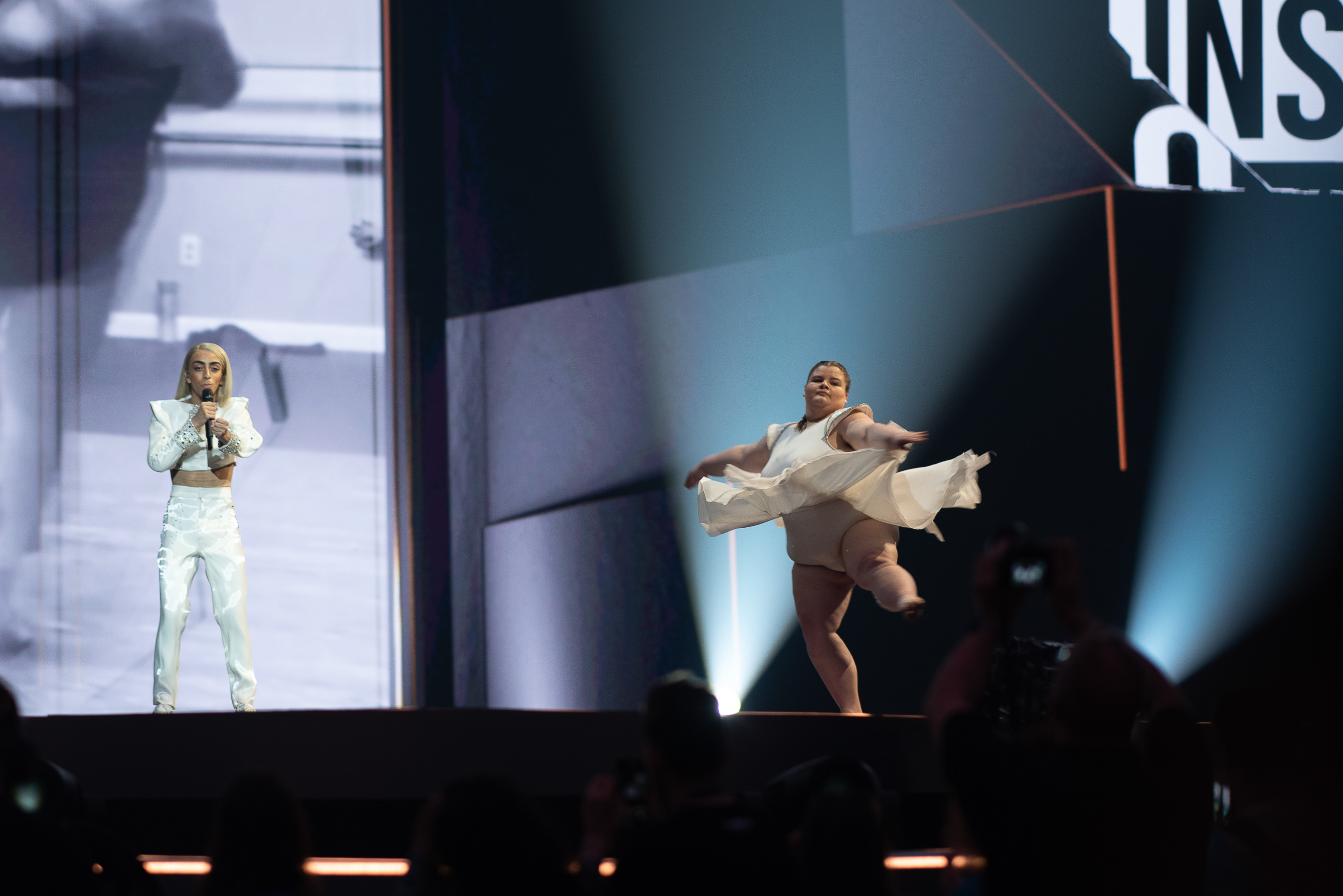
Bilal Hassani em Tel Aviv (2019)

## Participações
Legenda
     Vencedor
     2.º lugar
     3.º lugar
     Pontuação Nula ("Null Points")/Último Lugar
     Melhor classificação (fora do top 3)
     Qualificação para a final (fora do top 3)
     País-anfitrião
     Desclassificado
| #   | Ano             | Artista                             | Canção                                                                                | Língua                     | Final                    | Pontos                   |
| --- | --------------- | ----------------------------------- | ------------------------------------------------------------------------------------- | -------------------------- | ------------------------ | ------------------------ |
| 1º  | Lugano 1956     | Mathé Altéry                        | "Le temps perdu" O tempo perdido                                                      | Francês                    | (a)                      | (a)                      |
| 1º  | Lugano 1956     | Dany Dauberson                      | "Il est là" Ele está aqui                                                             | Francês                    | (a)                      | (a)                      |
| 2º  | Frankfurt 1957  | Paul Desjardins                     | "La Belle Amour" Belo amor                                                            | Francês                    | 2º                       | 17                       |
| 3º  | Hilversum 1958  | André Claveau                       | "Dors, mon amour" Dorme Meu Amor                                                      | Francês                    | 1º                       | 27                       |
| 4º  | Cannes 1959     | Jean Philippe                       | "Oui, oui, oui, oui" Sim, Sim, Sim, Sim                                               | Francês                    | 3º                       | 15                       |
| 5º  | Londres 1960    | Jacqueline Boyer                    | "Tom Pillibi"                                                                         | Francês                    | 1º                       | 32                       |
| 6º  | Cannes 1961     | Jean-Paul Mauric                    | "Printemps, avril carillonne" Primavera, Toques de Abril                              | Francês                    | 4º                       | 13                       |
| 7º  | Luxemburgo 1962 | Isabelle Aubret                     | "Un premier amour" Um primeiro amor                                                   | Francês                    | 1º                       | 26                       |
| 8º  | Londres 1963    | Alain Barrière                      | "Elle était si jolie" Ela era tão bonita                                              | Francês                    | 5º                       | 25                       |
| 9º  | Copenhaga 1964  | Rachel                              | "Le chant de Mallory" O canto de Mallory                                              | Francês                    | 4º                       | 14                       |
| 10º | Nápoles 1965    | Guy Mardel                          | "N´avoue jamais" Nunca admitirei                                                      | Francês                    | 3º                       | 22                       |
| 11º | Luxemburgo 1966 | Dominique Walter                    | "Chez nous" O nosso lugar                                                             | Francês                    | 16º                      | 1                        |
| 12º | Viena 1967      | Noëlle Cordier                      | "Il doit faire beau là-bas" O tempo deve estar bom lá                                 | Francês                    | 3º                       | 20                       |
| 13º | Londres 1968    | Isabelle Aubret                     | "La source" A fonte                                                                   | Francês                    | 3º                       | 20                       |
| 14º | Madrid 1969     | Frida Boccara                       | "Un jour, un enfant" Um dia, uma criança                                              | Francês                    | 1º                       | 18                       |
| 15º | Amesterdão 1970 | Guy Bonnet                          | "Marie-Blanche" Maria Branca                                                          | Francês                    | 4º                       | 8                        |
| 16º | Dublin 1971     | Serge Lama                          | "Un jardin sur la terre" Um jardim sobre a Terra                                      | Francês                    | 10º                      | 82                       |
| 17º | Edinburgo 1972  | Betty Mars                          | "Comé-Comédie" Vem, comédia                                                           | Francês                    | 10º                      | 81                       |
| 18º | Luxemburgo 1973 | Martine Clemenceau                  | "Sans toi" Sem Ti                                                                     | Francês                    | 15º                      | 65                       |
|     | Brighton 1974   | Dani                                | "La vie à vingt-cinq ans" A vida aos vinte cinco anos                                 | Francês                    | Desistiu                 | Desistiu                 |
| 19º | Estocolmo 1975  | Nicole Rieu                         | "Et bonjour à toi l'artiste" E um bom dia para ti artista                             | Francês                    | 4º                       | 91                       |
| 20º | Haia 1976       | Catherine Ferry                     | "Un, Deux, Trois" Um, dois, três                                                      | Francês                    | 2º                       | 147                      |
| 21º | Londres 1977    | Marie Myriam                        | "L'Oiseau et l'Enfant" O pássaro e a criança                                          | Francês                    | 1º                       | 136                      |
| 22º | Paris 1978      | Jöel Prevost                        | "Il y aura toujours des violons" Haverá sempre violinos                               | Francês                    | 3º                       | 119                      |
| 23º | Jerusalém 1979  | Anne-Marie David                    | "Je suis l'enfant-soleil" Eu sou a criança-sol                                        | Francês                    | 3º                       | 106                      |
| 24º | Haia 1980       | Profil                              | "Hé, hé M'sieurs dames" Hey, hey, senhores, senhoras                                  | Francês                    | 11º                      | 45                       |
| 25º | Dublin 1981     | Jean Gabilou                        | "Humanahum"                                                                           | Francês                    | 3º                       | 125                      |
|     | Harrogate 1982  | Não participou                      | Não participou                                                                        | Não participou             | Não participou           | Não participou           |
| 26º | Munique 1983    | Guy Bonnet                          | "Vivre" Viver                                                                         | Francês                    | 8º                       | 56                       |
| 27º | Luxemburgo 1984 | Annick Thoumazeau                   | "Autant d'amoureux que d'étoiles" Tantos apaixonados como estrelas                    | Francês                    | 8º                       | 61                       |
| 28º | Gotemburgo 1985 | Roger Bens                          | "Femme dans ses rêves aussi" Mulher, nos seus sonhos também                           | Francês                    | 10º                      | 56                       |
| 29º | Bergen 1986     | Cocktail Chic                       | "Européennes" Europeias                                                               | Francês                    | 17º                      | 13                       |
| 30º | Bruxelas 1987   | Christine Minier                    | "Les mots d'amour n'ont pas de dimanche" As palavras de amor não têm domingo          | Francês                    | 14º                      | 44                       |
| 31º | Dublin 1988     | Gérard Lenorman                     | "Chanteur de charme" Cantor de charme                                                 | Francês                    | 10º                      | 64                       |
| 32º | Lausanne 1989   | Nathalie Pâque                      | "J'ai volé la vie" Eu roubei a vida                                                   | Francês                    | 8º                       | 60                       |
| 33º | Zagreb 1990     | Joëlle Ursull                       | "White and black blues" Blues branco e preto                                          | Francês                    | 2º                       | 132                      |
| 34º | Roma 1991       | Amina                               | "C'est le dernier qui a parlé qui a raison" É quem tem a última palavra que tem razão | Francês                    | 2º                       | 146                      |
| 35º | Malmö 1992      | Kali                                | "Monté la riviè" Sobe o rio                                                           | Francês & Crioulo haitiano | 8º                       | 73                       |
| 36º | Millstreet 1993 | Patrick Fiori                       | "Mama Corsica" Mãe Córsega                                                            | Francês & Corso            | 4º                       | 121                      |
| 37º | Dublin 1994     | Nina Morato                         | "Je suis un vrai garçon" Eu sou um verdadeiro menino                                  | Francês                    | 7º                       | 71                       |
| 38º | Dublin 1995     | Nathalie Santamaria                 | "Il me donne rendez-vous" Ele marca um encontro comigo                                | Francês                    | 4º                       | 94                       |
| 39º | Oslo 1996       | Dan Ar Braz & L'Heritage des Celtes | "Diwanit Bugale" Que nasçam as crianças                                               | Bretão                     | 19º                      | 18                       |
| 40º | Dublin 1997     | Fanny                               | "Sentiments songes" Sentimentos falsos                                                | Francês                    | 7º                       | 95                       |
| 41º | Birmingham 1998 | Marie Line                          | "Où aller" Onde ir                                                                    | Francês                    | 24º                      | 3                        |
| 42º | Jerusalém 1999  | Nayah                               | "Je veux donner ma voix" Quero dar a minha voz                                        | Francês                    | 19º                      | 14                       |
| 43º | Estocolmo 2000  | Sofia Mesfari                       | "On aura le ciel" Nós teremos o céu                                                   | Francês                    | 23º                      | 5                        |
| 44º | Copenhaga 2001  | Natasha St-Pier                     | "Je n'ai que mon âme" Só tenho a minha alma                                           | Francês & Inglês           | 4º                       | 142                      |
| 45º | Tallinn 2002    | Sandrine François                   | "Il Faut Du Temps" É Preciso Tempo                                                    | Francês                    | 5º                       | 104                      |
| 46º | Riga 2003       | Louisa Baïleche                     | "Monts et merveilles" Montes e maravilhas                                             | Francês                    | 18º                      | 19                       |
| 47º | Istambul 2004   | Jonatan Cerrada                     | "À Chaque Pas" A cada passo                                                           | Francês & Espanhol         | 15º                      | 40                       |
| 48º | Kiev 2005       | Ortal                               | "Chacun pense à soi" Toda a gente pensa só em si                                      | Francês                    | 23º                      | 11                       |
| 49º | Atenas 2006     | Virginie Pouchain                   | "Il était temps" Já era tempo                                                         | Francês                    | 22º                      | 5                        |
| 50º | Helsínquia 2007 | Les Fatals Picards                  | "L'amour à la française" O amor à francesa                                            | Francês & Inglês           | 22º                      | 19                       |
| 51º | Belgrado 2008   | Sébastien Tellier                   | "Divine" Divino                                                                       | Inglês & Francês           | 18º                      | 47                       |
| 52º | Moscovo 2009    | Patricia Kaas                       | "Et s'il fallait le faire" E Se Tivesse De Ser Feito                                  | Francês                    | 8º                       | 107                      |
| 53º | Oslo 2010       | Jessy Matador                       | "Allez Ola Olé" Vamos lá, olá, olé                                                    | Francês                    | 12°                      | 82                       |
| 54º | Düsseldorf 2011 | Amaury Vassili                      | "Sognu" Sonho                                                                         | Corso                      | 15º                      | 82                       |
| 55º | Baku 2012       | Anggun                              | "Echo (You and I)" Eco (Tu e Eu)                                                      | Francês & Inglês           | 22º                      | 21                       |
| 56º | Malmö 2013      | Amandine Bourgeois                  | "L'enfer et moi" O inferno e eu                                                       | Francês                    | 23º                      | 14                       |
| 57º | Copenhaga 2014  | Twin Twin                           | "Moustache" Bigode                                                                    | Francês                    | 26º                      | 2                        |
| 58º | Viena 2015      | Lisa Angell                         | "N’oubliez pas" Ainda não me esqueci                                                  | Francês                    | 25º                      | 4                        |
| 59º | Estocolmo 2016  | Amir                                | "J'ai cherché" Procurei                                                               | Francês & Inglês           | 6º                       | 257                      |
| 60º | Kiev 2017       | Alma                                | "Requiem" Descanso                                                                    | Francês & Inglês           | 12º                      | 135                      |
| 61º | Lisboa 2018     | Madame Monsieur                     | "Mercy"                                                                               | Francês                    | 13º                      | 173                      |
| 62º | Tel Aviv 2019   | Bilal Hassani                       | "Roi" Rei                                                                             | Francês & Inglês           | 16º                      | 105                      |
|     | Roterdão 2020   | Tom Leeb                            | "Mon alliée (The Best in Me)" Meu aliado (O melhor de mim)                            | Francês & Inglês           | A edição não se realizou | A edição não se realizou |
| 63º | Roterdão 2021   | Barbara Pravi                       | "Voilà"                                                                               | Francês                    | 2º                       | 499                      |
| 64º | Turim 2022      | Alvan & Ahez                        | "Fulenn" Fagulha                                                                      | Bretão                     | 24º                      | 17                       |
| 65º | Liverpool 2023  | La Zarra                            | "Évidemment" Evidentemente                                                            | Francês                    | 16º                      | 104                      |
| 66º | Malmö 2024      | Slimane                             | "Mon amour" Meu Amor                                                                  | Francês                    | 4º                       | 445                      |
| 67º | Basileia 2025   | Louane                              | "Maman" Mamã                                                                          | Francês                    | 7º                       | 230                      |

Notas:
↑(a)  Apenas o vencedor foi revelado nessa edição.
| Ano             | Artista            | Canção                     | Final | Final  | Final | Final  | Final | Final  |
| Ano             | Artista            | Canção                     | Tlv.  | Pontos | Júri  | Pontos | Cl.   | Pontos |
| --------------- | ------------------ | -------------------------- | ----- | ------ | ----- | ------ | ----- | ------ |
| Moscovo 2009    | Patricia Kaas      | "Et s'il fallait le faire" | 17º   | 54     | 4º    | 164    | 8º    | 107    |
| Oslo 2010       | Jessy Matador      | "Allez Ola Olé"            | 8º    | 151    | 22º   | 34     | 12°   | 82     |
| Düsseldorf 2011 | Amaury Vassili     | "Sognu"                    | 15º   | 76     | 12º   | 90     | 15º   | 82     |
| Baku 2012       | Anggun             | "Echo (You and I)"         | 26º   | 0      | 13º   | 85     | 22º   | 21     |
| Malmö 2013      | Amandine Bourgeois | "L'enfer et moi"           | 25º   | 21.68  | 12º   | 10.95  | 23º   | 14     |
| Copenhaga 2014  | Twin Twin          | "Moustache"                | 26º   | 1      | 26º   | 5      | 26º   | 2      |
| Viena 2015      | Lisa Angell        | "N’oubliez pas"            | 26º   | 4      | 21º   | 24     | 25º   | 4      |
| Estocolmo 2016  | Amir               | "J'ai cherché"             | 9º    | 109    | 3º    | 148    | 6º    | 257    |
| Kiev 2017       | Alma               | "Requiem"                  | 10º   | 90     | 19º   | 45     | 12º   | 135    |
| Lisboa 2018     | Madame Monsieur    | "Mercy"                    | 17º   | 59     | 8º    | 114    | 13º   | 173    |
| Tel Aviv 2019   | Bilal Hassani      | "Roi"                      | 18º   | 38     | 13º   | 67     | 16º   | 105    |
| Roterdão 2021   | Barbara Pravi      | "Voilà"                    | 3º    | 251    | 2º    | 248    | 2º    | 499    |
| Turim 2022      | Alvan & Ahez       | "Fulenn"                   | 19º   | 8      | 24º   | 9      | 24º   | 17     |
| Liverpool 2023  | La Zarra           | "Évidemment"               | 14º   | 50     | 16º   | 54     | 16º   | 104    |
| Malmö 2024      | Slimane            | "Mon amour"                | 4º    | 227    | 2º    | 218    | 4º    | 445    |
| Basileia 2025   | Louane             | "Maman"                    | 14º   | 50     | 3º    | 180    | 7º    | 230    |

## Maestros
| Ano(s) | Maestro                          |
| ------ | -------------------------------- |
| 1956   | Franck Pourcel                   |
| 1957   | Paul Durand                      |
| 1958   | Franck Pourcel                   |
| 1959   | Franck Pourcel                   |
| 1960   | Franck Pourcel                   |
| 1961   | Franck Pourcel                   |
| 1962   | Franck Pourcel                   |
| 1963   | Franck Pourcel                   |
| 1964   | Franck Pourcel                   |
| 1965   | Franck Pourcel                   |
| 1966   | Franck Pourcel                   |
| 1967   | Franck Pourcel                   |
| 1968   | Alain Goraguer                   |
| 1969   | Franck Pourcel                   |
| 1970   | Franck Pourcel                   |
| 1971   | Franck Pourcel                   |
| 1972   | Franck Pourcel                   |
| 1973   | Jean Claudric                    |
| 1974   | Não participou(a)                |
| 1975   | Jean Musy                        |
| 1976   | Tony Rallo                       |
| 1977   | Raymond Donnez                   |
| 1978   | Alain Goraguer                   |
| 1979   | Guy Matteoni                     |
| 1980   | Sylvano Santorio                 |
| 1981   | David Sprinfield                 |
| 1982   | Não participou                   |
| 1983   | François Rauber                  |
| 1984   | François Rauber                  |
| 1985   | Michel Bernholc                  |
| 1986   | Jean-Claude Petit                |
| 1987   | Jean-Claude Petit                |
| 1988   | Guy Matteoni                     |
| 1989   | Guy Matteoni                     |
| 1990   | Régis Dupré                      |
| 1991   | Jérôme Pillement                 |
| 1992   | Magdi Vasco Noverraz             |
| 1993   | Christian Cravero                |
| 1994   | Alain Goraguer                   |
| 1995   | Michel Bernholc                  |
| 1996   | Fiachra Trench                   |
| 1997   | Régis Dupré                      |
| 1998   | Martin Koch (apenas nos ensaios) |

Notas:
↑(a)  Jean-Claude Petit acabou por não ser o maestro da canção representante da França, devido à desistência do país nesse ano.

## Maestros anfitriões
| Ano(s) | Maestro         |
| ------ | --------------- |
| 1959   | Franck Pourcel  |
| 1961   | Franck Pourcel  |
| 1978   | François Rauber |

## Historial de votação
| França deu mais pontos a: | França deu mais pontos a: | França deu mais pontos a: |
| Rank                      | País                      | Pontos                    |
| ------------------------- | ------------------------- | ------------------------- |
| 1                         | Portugal                  | 242                       |
| 2                         | Israel                    | 216                       |
| 3                         | Reino Unido               | 192                       |
| 4                         | Turquia                   | 190                       |
| 5                         | Bélgica                   | 174                       |

| França recebeu mais pontos de: | França recebeu mais pontos de: | França recebeu mais pontos de: |
| Rank                           | País                           | Pontos                         |
| ------------------------------ | ------------------------------ | ------------------------------ |
| 1                              | Suíça                          | 181                            |
| 2                              | Países Baixos                  | 162                            |
| 3                              | Noruega                        | 159                            |
| 4                              | Bélgica                        | 157                            |
| 5                              | Alemanha                       | 155                            |

## Apresentadores

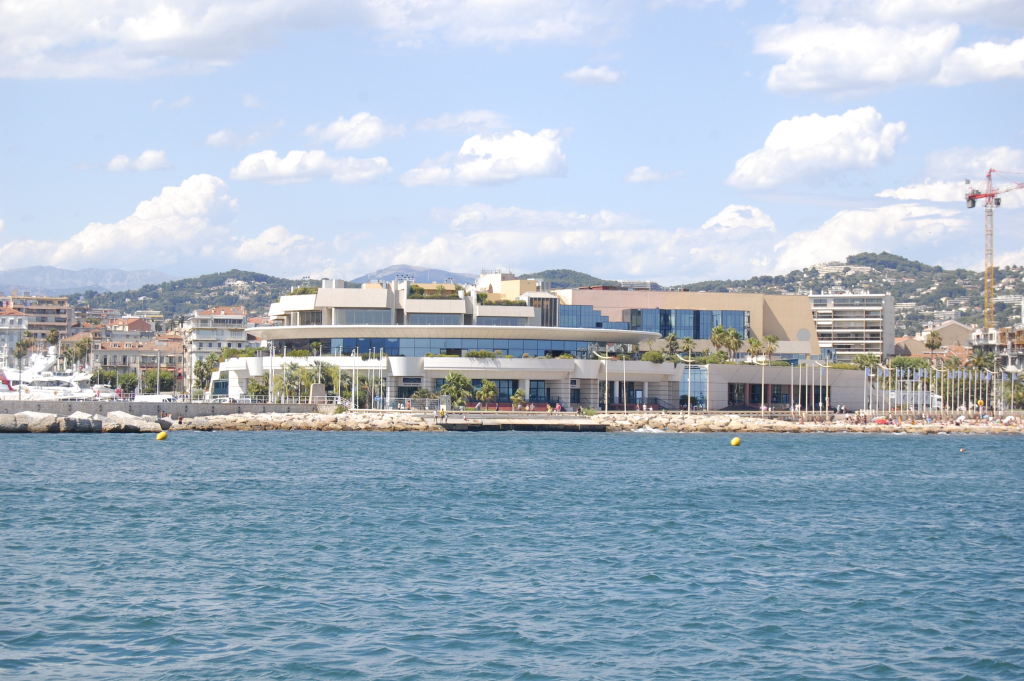
Palais des Festivals et des Congrès em Cannes, sede do Festival Eurovisão da Canção 1959 e do Festival Eurovisão da Canção 1961

| Ano  | Local  | Local                | Apresentador(es)            |
| ---- | ------ | -------------------- | --------------------------- |
| 1959 | Cannes | Palais des Festivals | Jacqueline Joubert          |
| 1961 | Cannes | Palais des Festivals | Jacqueline Joubert          |
| 1978 | Paris  | Palais des Congrès   | Denise Fabre e Léon Zitrone |

## Comentadores e porta-vozes
| Ano(s) | Comentador televisivos         | Comentador televisivos            | Comentador televisivos                | Comentador televisivos                        | Votação                        | Votação          | Votação        | Votação              |
| Ano(s) | Comentador televisivo da Final | Segundo comentador televisivo     | Comentador televisivo das semi-finais | Segundo comentador televisivo das semi-finais | Porta-voz                      | Idioma utilizado | Cidade         | Plano de fundo       |
| ------ | ------------------------------ | --------------------------------- | ------------------------------------- | --------------------------------------------- | ------------------------------ | ---------------- | -------------- | -------------------- |
| 1956   | Michèle Rebel                  | Sem segundo comentador televisivo | Sem semi-finais                       | Sem semi-finais                               | —                              | —                | —              | —                    |
| 1957   | Robert Beauvais                | Sem segundo comentador televisivo | Sem semi-finais                       | Sem semi-finais                               | Claude Darget                  | Francês          | Paris          | Nenhum               |
| 1958   | Pierre Tchernia                | Sem segundo comentador televisivo | Sem semi-finais                       | Sem semi-finais                               | Claude Darget                  | Francês          | Paris          | Nenhum               |
| 1959   | Claude Darget                  | Sem segundo comentador televisivo | Sem semi-finais                       | Sem semi-finais                               | Marianne Lecène                | Francês          | Paris          | Nenhum               |
| 1960   | Pierre Tchernia                | Sem segundo comentador televisivo | Sem semi-finais                       | Sem semi-finais                               | Desconhecido                   | Francês          | Paris          | Nenhum               |
| 1961   | Guy Lux                        | Sem segundo comentador televisivo | Sem semi-finais                       | Sem semi-finais                               | Desconhecido                   | Francês          | Paris          | Nenhum               |
| 1962   | Pierre Tchernia                | Sem segundo comentador televisivo | Sem semi-finais                       | Sem semi-finais                               | Desconhecido                   | Francês          | Paris          | Nenhum               |
| 1963   | Pierre Tchernia                | Sem segundo comentador televisivo | Sem semi-finais                       | Sem semi-finais                               | Desconhecido                   | Francês          | Paris          | Nenhum               |
| 1964   | Robert Beauvais                | Sem segundo comentador televisivo | Sem semi-finais                       | Sem semi-finais                               | Desconhecido                   | Francês          | Paris          | Nenhum               |
| 1965   | Pierre Tchernia                | Sem segundo comentador televisivo | Sem semi-finais                       | Sem semi-finais                               | Desconhecido                   | Francês          | Paris          | Nenhum               |
| 1966   | François Deguelt               | Sem segundo comentador televisivo | Sem semi-finais                       | Sem semi-finais                               | Desconhecido                   | Francês          | Paris          | Nenhum               |
| 1967   | Pierre Tchernia                | Sem segundo comentador televisivo | Sem semi-finais                       | Sem semi-finais                               | Desconhecido                   | Francês          | Paris          | Nenhum               |
| 1968   | Pierre Tchernia                | Sem segundo comentador televisivo | Sem semi-finais                       | Sem semi-finais                               | Desconhecido                   | Francês          | Paris          | Nenhum               |
| 1969   | Pierre Tchernia                | Sem segundo comentador televisivo | Sem semi-finais                       | Sem semi-finais                               | Desconhecido                   | Francês          | Paris          | Nenhum               |
| 1970   | Pierre Tchernia                | Sem segundo comentador televisivo | Sem semi-finais                       | Sem semi-finais                               | Desconhecido                   | Francês          | Paris          | Nenhum               |
| 1971   | Georges de Caunes              | Sem segundo comentador televisivo | Sem semi-finais                       | Sem semi-finais                               | Sem porta-voz                  | Sem porta-voz    | Sem porta-voz  | Sem porta-voz        |
| 1972   | Pierre Tchernia                | Sem segundo comentador televisivo | Sem semi-finais                       | Sem semi-finais                               | Sem porta-voz                  | Sem porta-voz    | Sem porta-voz  | Sem porta-voz        |
| 1973   | Pierre Tchernia                | Sem segundo comentador televisivo | Sem semi-finais                       | Sem semi-finais                               | Sem porta-voz                  | Sem porta-voz    | Sem porta-voz  | Sem porta-voz        |
| 1974   | Pierre Tchernia                | Sem segundo comentador televisivo | Sem semi-finais                       | Sem semi-finais                               | Não participou                 | Não participou   | Não participou | Não participou       |
| 1975   | Georges de Caunes              | Sem segundo comentador televisivo | Sem semi-finais                       | Sem semi-finais                               | Desconhecido                   | Francês          | Paris          | Nenhum               |
| 1976   | Jean-Claude Massoulier         | Sem segundo comentador televisivo | Sem semi-finais                       | Sem semi-finais                               | Desconhecido                   | Francês          | Paris          | Nenhum               |
| 1977   | Georges de Caunes              | Sem segundo comentador televisivo | Sem semi-finais                       | Sem semi-finais                               | Desconhecido                   | Francês          | Paris          | Nenhum               |
| 1978   | Léon Zitrone                   | Denise Fabre                      | Sem semi-finais                       | Sem semi-finais                               | Desconhecido                   | Francês          | Paris          | Nenhum               |
| 1979   | Marc Menant                    | Sem segundo comentador televisivo | Sem semi-finais                       | Sem semi-finais                               | Fabienne Égal                  | Francês          | Paris          | Nenhum               |
| 1980   | Patrick Sabatier               | Sem segundo comentador televisivo | Sem semi-finais                       | Sem semi-finais                               | Fabienne Égal                  | Francês          | Paris          | Nenhum               |
| 1981   | Patrick Sabatier               | Sem segundo comentador televisivo | Sem semi-finais                       | Sem semi-finais                               | Fabienne Égal                  | Francês          | Paris          | Nenhum               |
| 1982   | Não transmitiu                 | Sem segundo comentador televisivo | Sem semi-finais                       | Sem semi-finais                               | Não participou                 | Não participou   | Não participou | Não participou       |
| 1983   | Léon Zitrone                   | Sem segundo comentador televisivo | Sem semi-finais                       | Sem semi-finais                               | Geneviève Moll                 | Francês          | Paris          | Nenhum               |
| 1984   | Léon Zitrone                   | Sem segundo comentador televisivo | Sem semi-finais                       | Sem semi-finais                               | Gillette Aho                   | Francês          | Paris          | Nenhum               |
| 1985   | Patrice Laffont                | Sem segundo comentador televisivo | Sem semi-finais                       | Sem semi-finais                               | Élisabeth Tordjman             | Francês          | Paris          | Nenhum               |
| 1986   | Patrice Laffont                | Sem segundo comentador televisivo | Sem semi-finais                       | Sem semi-finais                               | Patricia Lesieur               | Francês          | Paris          | Nenhum               |
| 1987   | Patrick Simpson-Jones          | Sem segundo comentador televisivo | Sem semi-finais                       | Sem semi-finais                               | Lionel Cassan                  | Francês          | Paris          | Nenhum               |
| 1988   | Lionel Cassan                  | Sem segundo comentador televisivo | Sem semi-finais                       | Sem semi-finais                               | Catherine Ceylac               | Francês          | Paris          | Nenhum               |
| 1989   | Lionel Cassan                  | Sem segundo comentador televisivo | Sem semi-finais                       | Sem semi-finais                               | Marie-Ange Nardi               | Francês          | Paris          | Nenhum               |
| 1990   | Richard Adaridi                | Sem segundo comentador televisivo | Sem semi-finais                       | Sem semi-finais                               | Valérie Maurice                | Francês          | Paris          | Nenhum               |
| 1991   | Léon Zitrone                   | Sem segundo comentador televisivo | Sem semi-finais                       | Sem semi-finais                               | Marie-France Brière            | Francês          | Paris          | Nenhum               |
| 1992   | Thierry Beccaro                | Sem segundo comentador televisivo | Sem semi-finais                       | Sem semi-finais                               | Laurent Romejko                | Francês          | Paris          | Nenhum               |
| 1993   | Patrice Laffont                | Sem segundo comentador televisivo | Sem semi-finais                       | Sem semi-finais                               | Laurent Romejko                | Francês          | Paris          | Nenhum               |
| 1994   | Patrice Laffont                | Sem segundo comentador televisivo | Sem semi-finais                       | Sem semi-finais                               | Laurent Romejko                | Francês          | Paris          | Logótipo da France 2 |
| 1995   | Olivier Minne                  | Sem segundo comentador televisivo | Sem semi-finais                       | Sem semi-finais                               | Thierry Beccaro                | Francês          | Paris          | Arco do Triunfo      |
| 1996   | Olivier Minne                  | Sem segundo comentador televisivo | Sem semi-finais                       | Sem semi-finais                               | Laurent Broomhead              | Francês          | Paris          | Museu do Louvre      |
| 1997   | Olivier Minne                  | Sem segundo comentador televisivo | Sem semi-finais                       | Sem semi-finais                               | Frédéric Ferrer & Marie Myriam | Francês          | Paris          | Arco do Triunfo      |
| 1998   | Chris Mayne                    | Laura Mayne                       | Sem semi-finais                       | Sem semi-finais                               | Marie Myriam                   | Francês          | Paris          | Stade de France      |
| 1999   | Julien Lepers                  | Sem segundo comentador televisivo | Sem semi-finais                       | Sem semi-finais                               | Marie Myriam                   | Francês          | Paris          | Arco do Triunfo      |
| 2000   | Julien Lepers                  | Sem segundo comentador televisivo | Sem semi-finais                       | Sem semi-finais                               | Marie Myriam                   | Francês          | Paris          |                      |
| 2001   | Marc-Olivier Fogiel            | Dave                              | Sem semi-finais                       | Sem semi-finais                               | Corinne Hermès                 | Francês          | Paris          | Torre Eiffel         |
| 2002   | Marc-Olivier Fogiel            | Dave                              | Sem semi-finais                       | Sem semi-finais                               | Marie Myriam                   | Francês          | Paris          | Torre Eiffel         |
| 2003   | Laurent Ruquier                | Isabelle Mergault                 | Sem semi-finais                       | Sem semi-finais                               | Sandrine François              | Francês          | Paris          | Torre Eiffel         |
| 2004   | Laurent Ruquier                | Elsa Fayer                        | Não transmitiu                        | Não transmitiu                                | Alex Taylor                    | Francês          | Paris          | Torre Eiffel         |
| 2005   | Julien Lepers                  | Guy Carlier                       | Peggy Olmi                            | Sem segundo comentador                        | Marie Myriam                   | Francês          | Paris          | Torre Eiffel         |
| 2006   | Michel Drucker                 | Claudy Siar                       | Peggy Olmi                            | Eric Jeanjean                                 | Sophie Jovillard               | Francês          | Paris          | Torre Eiffel         |
| 2007   | Julien Lepers                  | Tex                               | Peggy Olmi                            | Yann Renoard                                  | Vanessa Dolmen                 | Francês          | Paris          | Torre Eiffel         |
| 2008   | Julien Lepers                  | Jean-Paul Gaultier                | Peggy Olmi                            | Yann Renoard                                  | Cyril Hanouna                  | Francês          | Paris          | Torre Eiffel         |
| 2009   | Cyril Hanouna                  | Julien Courbet                    | Peggy Olmi                            | Yann Renoard                                  | Yann Renoard                   | Francês          | Paris          | Torre Eiffel         |
| 2010   | Cyril Hanouna                  | Stéphane Bern                     | Peggy Olmi                            | Yann Renoard                                  | Audrey Chauveau                | Francês          | Paris          | Torre Eiffel         |
| 2011   | Laurent Boyer                  | Catherine Lara                    | Audrey Chauveau                       | Bruno Berberes                                | Cyril Féraud                   | Francês          | Paris          | Torre Eiffel         |
| 2012   | Cyril Féraud                   | Mireille Dumas                    | Audrey Chauveau                       | Bruno Berberes                                | Amaury Vassili                 | Francês          | Paris          | Torre Eiffel         |
| 2013   | Cyril Féraud                   | Mireille Dumas                    | Audrey Chauveau                       | Bruno Berberes                                | Marine Vignes                  | Francês          | Paris          | Torre Eiffel         |
| 2014   | Cyril Féraud                   | Natasha St-Pier                   | Audrey Chauveau                       | Bruno Berberes                                | Elodie Suigo                   | Francês          | Paris          | Torre Eiffel         |
| 2015   | Stéphane Bern                  | Marianne James                    | Mareva Galanter                       | Jérémy Parayre                                | Virginie Guilhaume             | Francês          | Paris          | Museu do Louvre      |
| 2016   | Stéphane Bern                  | Marianne James                    | Marianne James                        | Jarry                                         | Élodie Gossuin                 | Francês & Inglês | Paris          | Torre Eiffel         |
| 2017   | Stéphane Bern                  | Marianne James Amir               | Marianne James                        | Jarry                                         | Élodie Gossuin                 | Francês & Inglês | Paris          | Torre Eiffel         |
| 2018   | Stéphane Bern                  | Christophe Willem Alma            | Christophe Willem                     | André Manoukian                               | Élodie Gossuin                 | Francês & Inglês | Paris          | Torre Eiffel         |
| 2019   | Stéphane Bern                  | André Manoukian                   | Sandy Héribert                        | André Manoukian                               | Julia Molkhou                  | Francês & Inglês | Paris          | Torre Eiffel         |
| 2021   | Stéphane Bern                  | Laurence Boccolini                | Laurence Boccolini                    | Sem segundo comentador                        | Carla Lazzari                  | Francês & Inglês | Paris          | Torre Eiffel         |

## Prémios

### Prémios Marcel Bezençon
Prémio Imprensa
| Ano  | Canção             | Artista(s)        | Resultado final | Pontos | Anfitriã |
| ---- | ------------------ | ----------------- | --------------- | ------ | -------- |
| 2002 | "Il faut du temps" | Sandrine François | 5º              | 104    | Tallinn  |
| 2018 | "Mercy"            | Madame Monsieur   | 13º             | 173    | Lisboa   |
| 2021 | "Voilà"            | Barbara Pravi     | 2º              | 499    | Roterdão |

Prémio Artistico
Votado por anteriores vencedores
| Ano  | Artista(s)    | Canção                     | Resultado na final | Pontos | Anfitriã |
| ---- | ------------- | -------------------------- | ------------------ | ------ | -------- |
| 2009 | Patricia Kaas | "Et s'il fallait le faire" | 8º                 | 107    | Moscovo  |
| 2021 | "Voilà"       | Barbara Pravi              | 2º                 | 499    | Roterdão |

Prémio Compositor
| Ano  | Canção  | Compositor(es) Letra (l) / Música (m)                                                  | Artista        | Resultado na final | Pontos | Anfitriã   |
| ---- | ------- | -------------------------------------------------------------------------------------- | -------------- | ------------------ | ------ | ---------- |
| 2011 | "Sognu" | Daniel Moyne (m), Quentin Bachelet(m) and Jean-Pierre Marcellesi (l), Julie Miller (l) | Amaury Vassili | 15º                | 82     | Düsseldorf |

### Sondagem OGAE Eurovision Song Contest
| Ano  | Canção         | Artista(s) | Resultado final | Pontos | Anfitriã  |
| ---- | -------------- | ---------- | --------------- | ------ | --------- |
| 2016 | "J'ai cherché" | Amir       | 6º              | 257    | Estocolmo |

## Curiosidades
A França nem sempre cantou em francês, mas tem usado línguas do seu país. Em 1993, "Mama Corsica" foi interpretada de corso e francês, e em 1996 "Diwanit Bugale" foi interpretado inteiramente em bretão. Em 2011 retorna para cantar uma música no corso "Sognu", desta vez de forma integrada.
A canção de 1992, "Monté la riviè" foi interpretada em parte como crioulo haitiano. Em 2004, algumas letras de "À Chaque Pas" foi interpretada em espanhol.